# Чапаєв і Пустота
«Чапаєв і Пустота» (рос. Чапаев и Пустота) — роман Віктора Пелевіна, написаний у 1996 році.

## Сюжет
Дія роману охоплює два періоди — Росія 1918—1919 років і середини 1990-х. На центральному плані розповіді — відносини Василя Чапаєва і поета-декадента Петра Пустоти (за словами автора, поєднання таких несумісних особистостей стало одним з головних завдань, які перед ним постали). Другорядні плани — лінія Сердюка, втягнутого у війну японських кланів Тайра і Мінамото, який пізніше вчинив спробу самогубства; а також лінія «Просто Марії» і Арнольда Шварцнеггера. У символічному сенсі обидві лінії відповідають можливому майбутньому Росії — так званому «алхімічному шлюбу» зі Сходом (в реальності Сердюка) чи з Заходом (реальність Марії). Остання, четверта лінія символізує логіку надлюдини в особі бандита Володіна. Всі четверо — Петро Пустота, Сердюк, Марія і Володін перебувають у психіатричній лікарні, де проходять курс реабілітації за методом Тимура Тимуровича Канашникова. На початку розповіді Тимур Тимурович пояснює новоприбулому Пустоті, що його методика полягає у «спільному галюцинаційному досвіді» — четверо хворих, перебуваючи в одній палаті, об'єднані єдиною метою одужання.
Важливим надсюжетним персонажем є Григорій Котовський, якому призначена роль «деміурга». Згідно з міфологією роману, саме він відповідальний за долю сучасної Росії; ближче до фіналу в діалозі з водієм Петро Пустота говорить про «зловживання Котовського кокаїном», і про очевидні наслідки цієї звички.
Сам Пустота вважав, що реальним є світ революційної Росії, а психлікарня — лише сни його уяви, проте Чапаєв (який представлений в романі як бодгісаттва і поступово стає буддійським вчителем Пустоти) намагався переконати Петра, що обидва світи є нереальними. Роман побудований як низка «вставних історій», які обертаються навколо центрального сюжету: шляху Петра Пустоти до неочікуваного просвітління (саторі), домогтися якого йому допомагає Чапаєв.

## Екранізації
- «Мізинець Будди» (англ. «Buddha's Little Finger») — виробництво Німеччина/Канада, режисер Тоні Пембертон.